# 察八儿
察八儿（?—?），窝阔台汗国海都汗之子。窝阔台汗国的第四代可汗。
元成宗大德五年（1301年）八月，窝阔台汗海都纠合诸王四十，越过金山再度進兵蒙古，向元軍挑戰，先在鐵堅古山之戰失利，又在合剌合塔山之戰擊敗元軍，就在元軍指揮官晉王甘麻剌（元成宗長兄）下令棄守之際，佔據上風兵臨哈拉和林的海都汗卻突然帶領聯軍撤退。這場衝突對於西北宗藩的關係有决定性的影響，拉施德丁《史集》第一卷記載海都負傷不治，於歸逃途中逝世，《史集》第二卷、《瓦撒夫史》和《完者都史》則記載病死於歸途。据记载，海都卒于伊斯兰历701年（1301年9月6日-1302年8月25日），时年六十八岁。海都死后，其子察八兒继承汗位。窝阔台的后代为争夺汗位导致分裂。
大德六年（1302年）海都死后，察合台汗篤哇扶植他登上窝阔台汗国的汗位，但也促使察合台汗国控制了窩闊台汗國的實權。同年欽察汗脫脫和白帳汗伯颜出兵，與元成宗的軍隊聯合進攻篤哇和察八兒。篤哇在与钦察汗脱脱汗的战斗中失败，陷入四面为敌的境地。
大德七年（1303年），察八兒與篤哇遣使到大都请和，元成宗给他厚赏，至此四大汗國西北诸王都承认了元朝的宗主地位。
大德八年（1304年），窩闊台汗國和察合台汗国的聯盟崩潰了，篤哇在元朝的支持下掠夺窝阔台汗国西部城池，元朝怀宁王海山亦袭击窝阔台汗国东部。在忽毡、撒马尔罕等地战败，他丧失了塔剌思等领土。
大德十年（1306年），察八兒被海山击败，逃奔篤哇，依附察合台汗国。
元武宗至大二年（1309年），怯别在一次宴会上暗杀了察合台汗塔里忽接管其汗国，而察八兒乘此内乱力图恢复窝阔台汗国，但被怯别擊敗，被迫东归元朝，窝阔台汗国被元朝和察合台汗國瓜分，北部部分领土被元朝取得，南部大部分被察合台汗國吞併。
至大三年（1310年），察八兒被元武宗海山封为汝宁王，被赐予分地汝宁府历年积累的五户丝。1315年设置王傅。
子完者帖木兒、孫忽剌台繼承汝寧王位。
| 前任： 海都 | 窝阔台汗国君主 1301年-1310年 | 繼任： 亡国 |